# Chiesa di San Leonardo da Porto Maurizio (Boston)
La chiesa di San Leonardo da Porto Maurizio è una chiesa cattolica italiana di Boston, Massachusetts negli Stati Uniti d'America. Costruita tra il 1885 e il 1899 è stata la prima chiesa edificata nella città dagli immigrati italiani.

## Storia e descrizione
Nel 1873, l'arcivescovo Williams di Boston affidò ai francescani della provincia dell'Immacolata Concezione l'incarico di provvedere ai bisogni spirituali degli immigrati italiani di Boston. Padre Angelo Conterno fu il primo sacerdote francescano a lavorare in questa missione presso la chiesa irlandese di Santo Stefano. Nel 1874, la parrocchia italiana fu ufficialmente costituita.
Nel 1885 ebbero inizio i lavori di sistemazione del terreno acquistato per il sito della nuova chiesa. Nel novembre del 1891 il seminterrato della chiesa fu aperto al culto. Il numero dei parrocchiani di origine italiana a quel tempo era vicino a ventimila. Si procedette quindi alla costruzione della chiesa superiore, che fu dedicata nel novembre del 1899.
Nel 1902 fu aperta la scuola (St. Anthony School) affidata alla suore francescane e dopo l'epidemia di influenza del 1917-19 fu costituita una casa per i molti bambini orfani (Italian Home for the Children).
Dalla sua fondazione, sempre sotto la guida dei padri francescani, la chiesa ha servito come punto di riferimento per la comunità italiana di Boston, assieme ad altre chiese italiane, a cominciare dalla chiesa del Sacro Cuore (Boston).
A seguito della riconfigurazione che ha avuto luogo all'interno della arcidiocesi di Boston, nel 2004 la parrocchia di San Leonardo ha incorporato varie altre parrocchie e istituzioni, compresa la chiesa del Sacro Cuore (Boston).